# The MUSIC 272
The MUSIC 272（ザ・ミュージック 272）は、かつてスカパー!（Ch.272）で放送されていた音楽専門チャンネル。委託放送事業者の株式会社シー・ファクトリー（ビーインググループ）が運営していた。閉局後、公式サイトは同グループが制作する音楽番組の情報サイトとして機能していたが、2010年12月にビーインググループの公式サイト内に移転し消滅した。

## 概要
ビーイング系のチャンネルであるため、系列のレコードレーベルのアーティストのレギュラー番組が放送されており、通常のリクエスト番組でも、ビーイング系のアーティストが紹介される場合が多い。また、海外のアーティストに特化した番組も放送されている。
なお、閉局後も一部の番組は「Music Japan TV」でmusic272アワーとして引き続き放送されている。

## 沿革
- 1997年9月1日 - パーフェクTV!（現スカパー!）Ch.199で「MUSIC FREAK TV」として放送開始。当時は無料放送であった。
- 1998年12月3日 - ディレクTVでMUSIC FREAK TV放送開始（2000年放送終了）。
- 2000年10月17日 - 有料放送に移行。チャンネルがCh.272に変更され、チャンネル名も「The MUSIC 272」に変更。
- 2005年6月30日 - 閉局。

## 現在 music272で放送しているビーイング関連番組

### MUSIC FOCUS
- MUSIC FOCUSの項目を参照。

## 放送されていた番組
※の番組は、かつて地上波でも放送されていた。
- AIRTIST　FLASH
- ※ARTIST REQUEST
- axxess TV
- Best Music Flash
- Best Of J-groove
- CD:UK
- CLIP PARADISE
- DANCE DELIGHT TV
- DIRECTOR'S CUT!
- HOT RECOMMEND
- House Of Strings
- いい伊豆みつけた
  - 伊豆急ケーブルネットワーク製作の旅番組
- Live factory
- ※MEGA HITS REQUEST
- Mega Hits Top30
- MVN
- /MU-GEN
- Music Lounge
- MUSIC Party 272
- NEO GENERATION
- OLDIES but GOODIES
- PARTY DUDE!
- Super Music Show
- ※THE MOMENTS
  - ENTERTAINMENT NEWSの後枠に放送されていた音楽ドキュメンタリー番組。チバテレビでも放送。
- What's NEW!!
- WORLD REQUEST
- シネマ de Monde...3
- ※ENTERTAINMENT NEWS（略称:エンタメ）

### J-POP
- GARNET TIME(GARNET CROW)
- AMMY ROAD（the★tambourines）
- ※A★RINA SHOW（愛内里菜）
- 北原本舗（北原愛子）
- Mai-K.TV（倉木麻衣）
- POP'n SEOUL!（JEWELRY）
- BON-BLA TV（BON-BON BLANCO）
- 近藤式（近藤房之助）

### 洋楽
- BACKSTREET BOYS TV
- Britney Spears TV
- Christina Aguilera TV
- 'N SYNC TV